# Martin Petrásek
Martin Petrásek (* 26. března 1966 Ostrov) je bývalý český běžec na lyžích, který závodil v letech 1988–2001. Po ukončení aktivní sportovní kariéry mimo jiné působí jako spolukomentátor televizních přenosů ze závodů v běhu na lyžích pro Českou televizi. V říjnu 2015 se stal šéfredaktorem časopisu Nordic.
Startoval na ZOH 1988, 1992 a 1994, jeho nejlepším individuálním výsledkem bylo 24. místo v závodě na 30 km klasicky v Albertville 1992. Zúčastnil se také světových šampionátů v letech 1989 (bronz ve štafetě 4×10 km) a 1991. Vynikal především v závodech klasickou technikou.
V roce 1992 z vlastního rozhodnutí opustil reprezentaci. V roce 1994 s ní ještě absolvoval olympijské hry, ale od té doby se věnoval téměř výhradně dálkovým běhům (Vasův běh, Konig-Ludwig Lauf, Dolomitenlauf, Marcialonga, Kangaroo Hoppet) a našel si zaměstnání – pracoval v lese. V létě 2000 se na přání sponzorů pokusil o návrat do reprezentace s cílem účasti na Olympijských hrách v roce 2002 v americkém Salt Lake City. Petrásek svému cíli podřídil letní přípravu, ovšem výsledkově už se prosadit nedokázal.